# Palais de Gabriel-Bethlen
Le palais de Gabriel-Bethelen ("Графський двір" (палац) князя Габора Бетлені) est un ensemble palatial ukrainien situé à Berehove en Ukraine.

## Historique
Le palais a été construit au XVIIe siècle sur l'emplacement d'un ancien monastère qui existait de 1327 à 1566. En 1629 les bâtiments furent construits dans un rectangle à trois côtés avec le corps principal qui aurait gardé les colonnades du monastère ; c'est cette cour qui est un monument d'intérêt national. Les bâtiments d'angle regroupent un grenier, une étable. Les caves anciennes servaient à la vinification et un musée s'y trouve pour mettre en valeur la vie du prince Bethelen et la vinification.

### En images

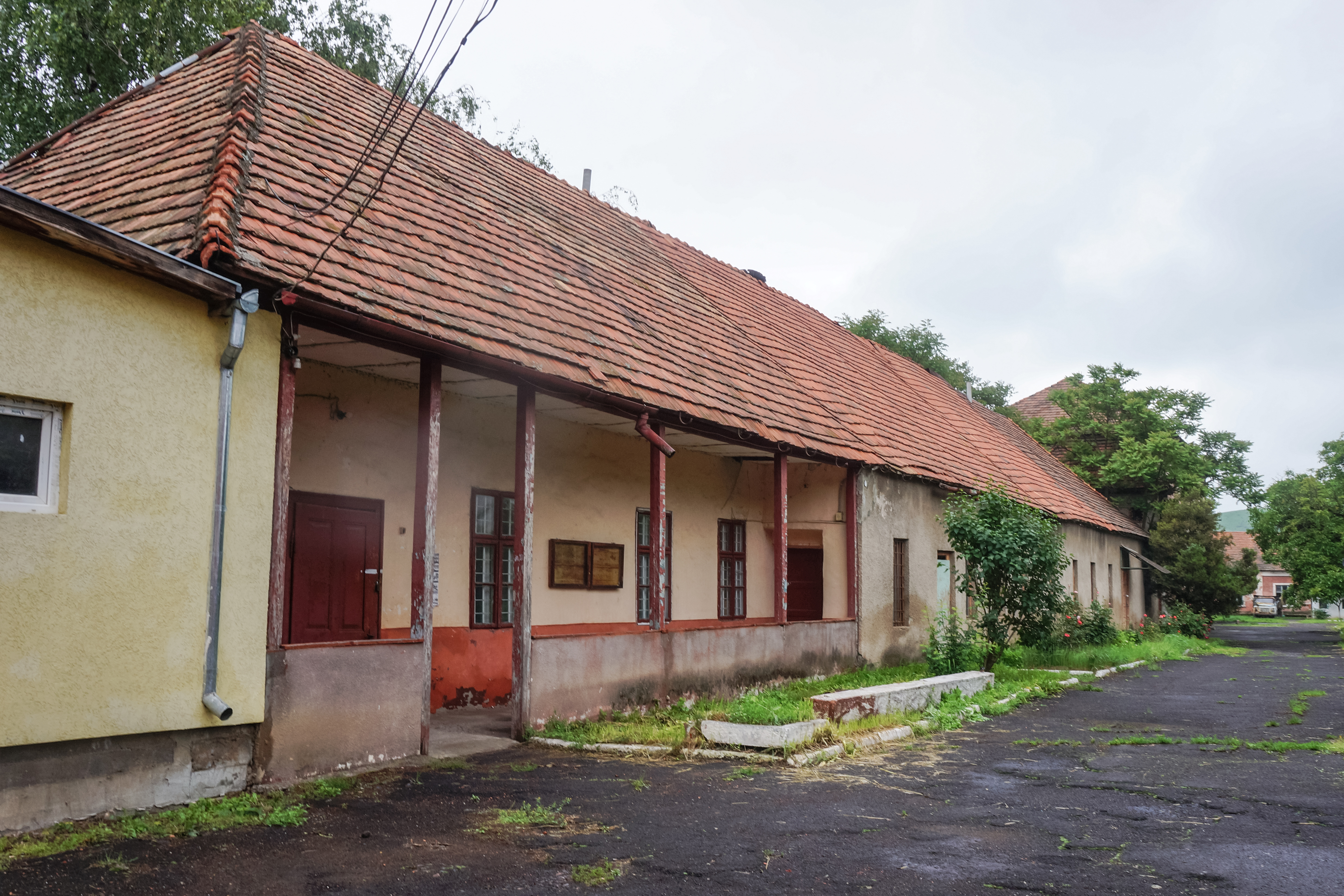
les écuries
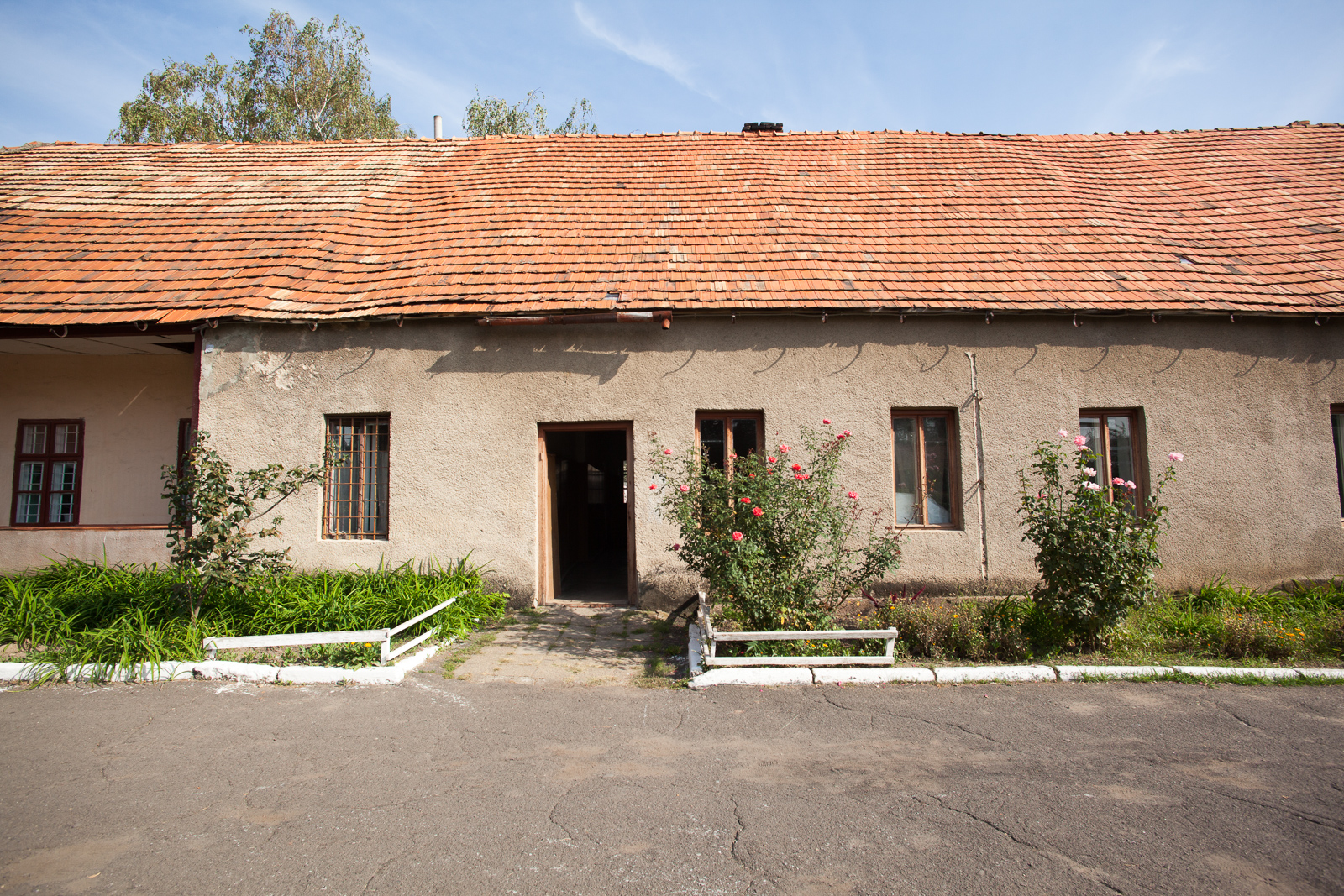
grenier,
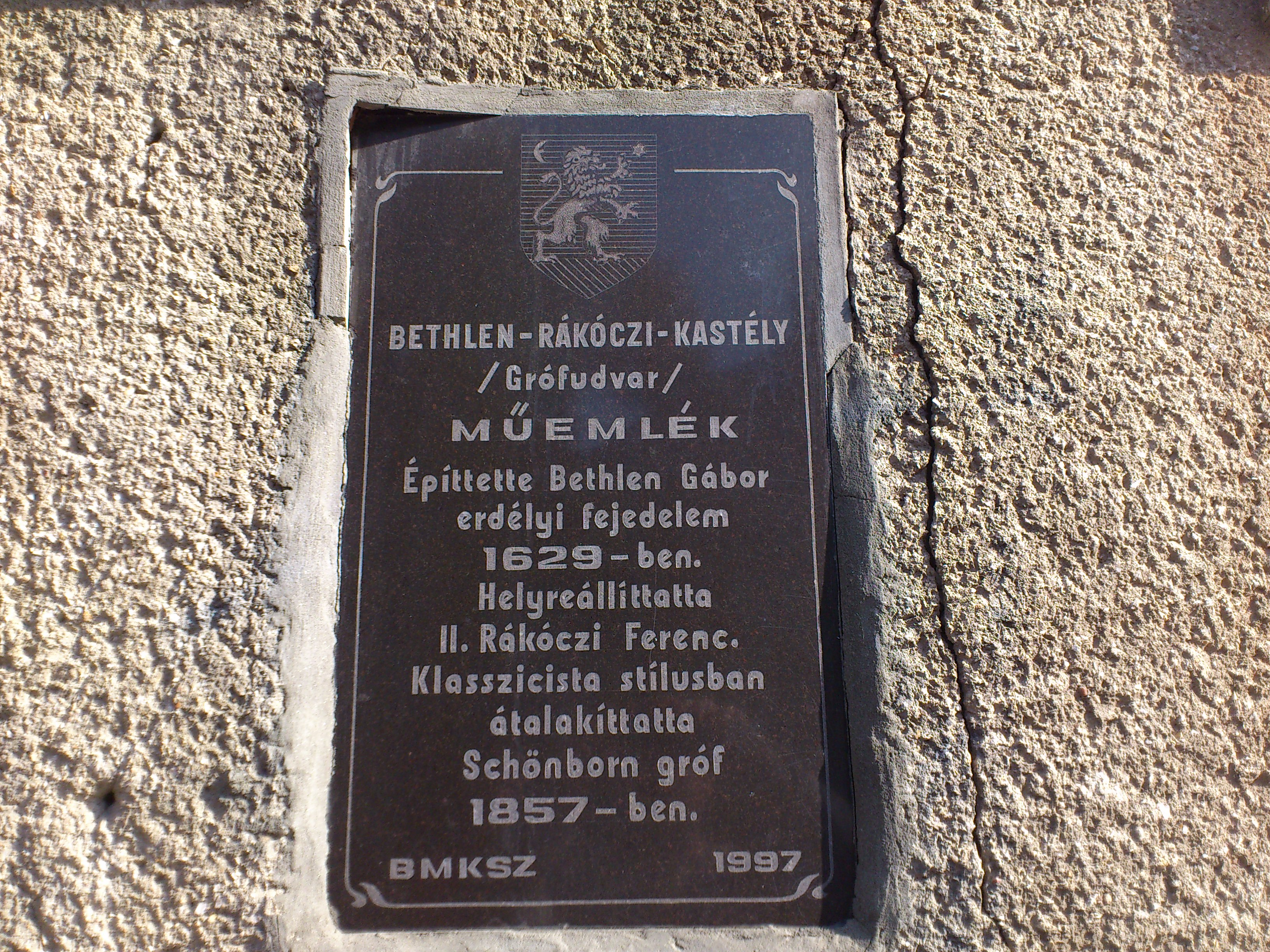
plaque du musée,
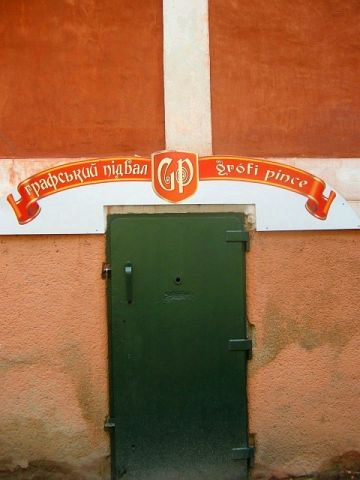
et son entrée classées
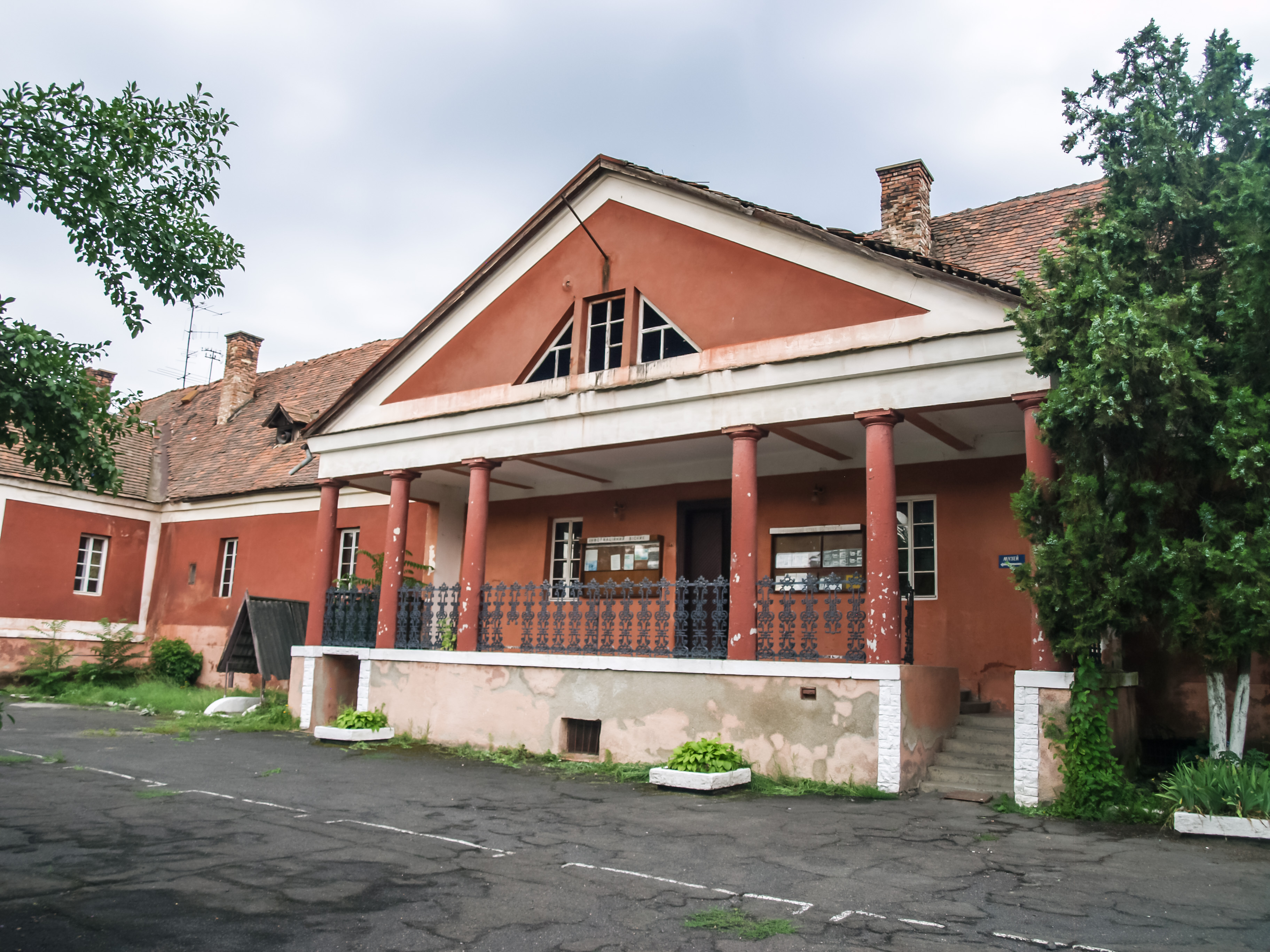
pavillon de la colonnade.

## Châteaux proches
- Liste de châteaux ukrainiens.

## Compléments
- Palais de Gabriel-Bethlen sur Commons